# Борисов, Игорь Владимирович
Игорь Владимирович Борисов (1937—2011) — русский историк, в сферу интересов которого входили геральдика, профсоюзная и спортивная эмблематика, история русского спорта, этикетка и упаковка, филателия, филумения, плакат и карикатура, журнальная периодика, деятельность Русской освободительной армии. Стоял у истоков Государственного музея спорта.

## Биография
Родился в семье военных. Отец, Ильин Андрей Романович (позже Головин, он же Борисов Владимир Георгиевич, он же «Пражанин», он же Соломахин, он же Гибнер) — кубанский казак из станицы Губской. В Первую мировую войну был награждён тремя Георгиевскими крестами и двумя медалями. В белой армии был сотником, хорунжим, подъесаулом, есаулом, полковым адъютантом.
И. В. Борисов учился в школах № 126, 130, 136. В 1957 поступил в Московский автодорожный институт, откуда попал в армию, в Калинин (ныне Тверь), в школу сержантского состава парадного артиллерийского полка.
В 1965 г. пришёл в московский Государственный историко-архивный институт, где прикрепился к кафедре вспомогательных исторических дисциплин.
В 1987 г. защитил первую в СССР кандидатскую диссертацию по истории дворянской геральдики: «Гербовые изображения в России XVIII — начала XX вв. на документальных и вещественных памятниках» (МГИАИ, научный руководитель проф. Е. И. Каменцева).

С 1988 г. — директор Центрального музея физической культуры и спорта. С 1994 г. — научный эксперт Русской геральдической коллегии и научный редактор журнала «Гербовед». Участник и докладчик на геральдических семинарах в Государственном Эрмитаже и Московском государственном историко-архивном институте. Автор богатейшего домашнего архива, рукописей по российской родовой геральдике.
Действительный член Историко-Родословного Общества в Москве, Почетный член Всероссийского геральдического общества. Возглавлял Экспертную комиссию Московской герольдии при мэре города, сыграл решающую роль в организации и становлении геральдической службы в столице и формировании московской городской геральдики.
Приверженец безоговорочного возврата к старым традиционным эмблемам России. От имени Всесоюзного геральдического общества и в качестве его сопредседателя — автор письма Президенту России 22 августа 1991 с просьбой незамедлительно издать соответствующие указы о государственном трехцветном флаге России. Член Геральдического совета при Президенте РФ.

## Основные труды
- «Эмблематический гербовник» Лукомского. — М., 1987 г.
- Родовые гербы России. — М., 1997. — 216 с.
- Журнал «Гербовед» № 16 и 17 за 1997 г. (два номера посвящены работам И. В. Борисова).
- Лукомский В. К. Неизвестные работы. — М., 2002. — 156 с.
- Эмблемы профессиональных союзов, как исторический источник. — М., 2002. — 40 с.
- Журнал «Гербовед» № 58 2002г (весь номер посвящен работам И. В. Борисова).
- Геральдика России. — М.: АСТ; Астрель, 2005. — 423 с. (В соавторстве с Е. Н. Козиной).
- Белый плакат и афиша Гражданской войны в России. — М., 2006. — 102 с.
- Оккупационный плакат. — М., 2006. — 84 с.
- Оккупационная карикатура. — М., 2006 г. — 162 с.
- Казаки в изгнании и борьбе. — М., 2007. — 220 с.
- Российская геральдика: Происхождение. История. Современность. — М., 2009. — 208 с.
- Военная пресса калмыков. (журнал «Калмык») — М., 2009. — 64 с.
- Борьба и Иван Владимирович Лебедев. — М., 2009. — 192 с.
- Дворянские гербы России: опыт учета и описания XI—XXI частей «Общего Гербовника дворянских родов Всероссийской Империи». — М.: ООО «Старая Басманная», 2011. — 496 с. — ISBN 978-5-904043-45-2.

Автор многочисленных статей (около 200) по геральдике, символике и эмблематике в газете «Вестник геральдиста», журнале «Гербовед», многих других изданиях.